# Diloma zelandicum
Diloma zelandicum es una especie de molusco gasterópodo de la familia Trochidae. 

## Distribución geográfica
Se encuentra en Nueva Zelanda